# Gul stenbræk
Gul stenbræk (Saxifraga hirculus) er en planteart i slægten stenbræk (Saxifraga).
Gul stenbræk er en Bilag IV-art, og er registreret som en truet art på den danske rødliste.

## Beskrivelse
Gul stenbræk er en lille plante der kan blive op til 30 centimenter høj.
Blomstringstiden er fra juli til september.
På hver stængel er der en eller to blomster.
Blomsten er gul og har fem store kronblade.

## Udbredelse
Gul stenbræk er vidt udbredt i polare områder og er ikke en truet plante der.
I Danmark er den derimod noget sjælden og findes kun få steder i Nord- og Midtjylland, herunder øst og vest for Viborg, hvor der i begyndelsen af 1990'erne var henholdsvis 1.500 og 250 stængler med blomst.
I Schweiz har den kun været fundet ved Col du Marchairuz.
I Irland er den en af de sjældnest blomstrende planter, fundet på ganske få steder.
Gul stenbræk kræver meget lys og har svært ved at overleve i skygge.